# Chloe Bennet
Chloe Bennet (Chicago, Illinois, 1992. április 18. –) amerikai színésznő.

## Élete és pályafutása
Chloe Bennet 1992. április 18-án született Chicagoban Chloe Wang néven. Hat bátyja közül három az édestestvére.
2010-ben a The Nightlife című sorozatban debütált. 2012-ben szerepet kapott az ABC Nashville című sorozatában. Ekkor művésznevét Chloe Bennetre változtatta. Az igazi ismertséget azonban az ABC másik sorozata a A S.H.I.E.L.D. ügynökei hozta meg számára, amelyben Skye-t alakította.

## Filmográfia

### Filmek
| Év   | Magyar cím                        | Eredeti cím                                  | Szerep                 | Magyar hang        |
| ---- | --------------------------------- | -------------------------------------------- | ---------------------- | ------------------ |
| 2014 |                                   | Nostradamus                                  | Lane Fisher            |                    |
| 2015 | Csingiling és a Soharém legendája | Tinker Bell and the Legend of the NeverBeast | Chase (hangja)         | Andrusko Marcella  |
| 2018 |                                   | Marvel Rising: Secret Warriors               | Daisy Johnson (hangja) |                    |
| 2019 | Jetikölyök                        | Abominable                                   | Ji (hangja)            | Mentes Júlia       |
| 2020 | Lány a völgyből                   | Valley Girl                                  | Karen                  |                    |
| 2020 |                                   | 5 Years Apart                                | Emma                   |                    |
| 2023 |                                   | Married by Mistake                           | Riley                  |                    |
| 2023 | Állati iramban                    | Rally Road Racers                            | Shelby (hang)          | Bogdányi Titanilla |

### Televíziós szerepek
| Év        | Magyar cím                    | Eredeti cím                          | Szerep                         | Megjegyzések                                       |
| --------- | ----------------------------- | ------------------------------------ | ------------------------------ | -------------------------------------------------- |
| 2010      |                               | The Nightlife                        | önmaga                         | műsorvezető                                        |
| 2012–2013 |                               | Nashville                            | Hailey                         | 7 epizód                                           |
| 2013–2020 | A S.H.I.E.L.D. ügynökei       | Agents of S.H.I.E.L.D.               | Daisy (Skye) Johnson / Quake   | - főszereplő - magyar hangja: - Bogdányi Titanilla |
| 2015      | Jake és Sohaország kalózai    | Jake and the Never Land Pirates      | Swifty (hangja)                | 1 epizód                                           |
| 2015      |                               | Agents of S.H.I.E.L.D.: Double Agent | önmaga                         | 1 epizód                                           |
| 2016      |                               | Agents of S.H.I.E.L.D.: Slingshot    | Daisy Johnson / Quake          | 3 epizód                                           |
| 2018      |                               | Marvel Rising: Initiation            | Daisy Johnson / Quake (hangja) | 3 epizód                                           |
| 2019      |                               | Marvel Rising: Heart of Iron         | Daisy Johnson / Quake (hangja) | különkiadás                                        |
| 2019      | Marvel Rising: Chasing Ghosts |                                      | Daisy Johnson / Quake (hangja) | különkiadás                                        |
| 2021–2022 | Jetikölyök: Láthatatlan város | Abominable and the Invisible City    | Ji (hangja)                    | - főszereplő - magyar hangja: - Mikecz Estilla     |
| 2023      |                               | Dave                                 | Robyn                          | 4 epizód                                           |